# Šišava (Vlasotince)
Pour les articles homonymes, voir Šišava.
Šišava (en serbe cyrillique : Шишава) est une localité de Serbie située dans la municipalité de Vlasotince, district de Jablanica. Au recensement de 2011, elle comptait 1 060 habitants.
Šišava, officiellement classée parmi les villages de Serbie, est également connue sous le nom de Šišave.

## Géographie
Šišava se trouve dans la vallée de la Šišavica, un affluent droit de la Vlasina. Il est situé à 3 km au nord-ouest de Vlasotince, le centre administratif de la municipalité et est entouré par les territoires de Sredor, Donja Lomnica, Vlasotince, Konopnica et Skrapež.

## Histoire
Le village de Šišava est mentionné pour la première fois en 1516 dans des documents ottomans.

## Démographie
| 1948  | 1953  | 1961  | 1971  | 1981  | 1991  | 2002  | 2011  |
| ----- | ----- | ----- | ----- | ----- | ----- | ----- | ----- |
| 1 099 | 1 117 | 1 097 | 1 076 | 1 038 | 1 057 | 1 125 | 1 060 |

|  |